# 钟落潭高校园区

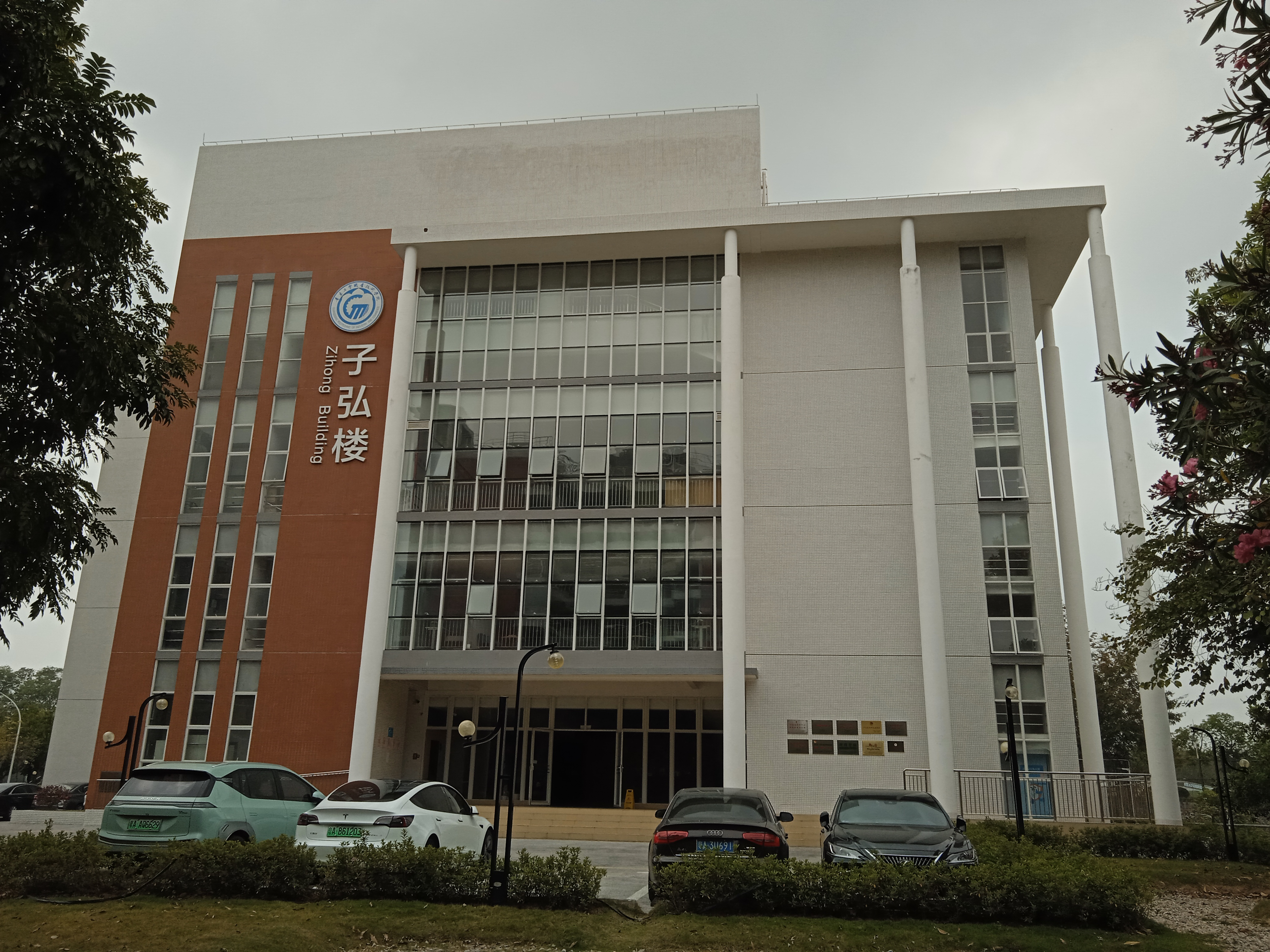
广东工贸职业技术学院白云校区子弘楼（学生活动中心）

钟落潭高校园区，又称钟落潭高等职业教育园区、广州第二大学城，是位于中国广东省广州市白云区钟落潭镇的一个高等教育园区。

## 历史
2004年，广州市在白云区钟落潭镇设立“广州钟落潭高校园区”，作为广州大学城的补充园区之一，承担约10平方公里的高校用地缺口。2005年，广州市规划局制定《钟落潭高校园区控制性详细规划及城市设计》，规划范围东至九佛工业区边界，西临京珠高速公路，北靠新广从快速路，面积为20.98平方公里，规划建设六所高校。2009年，钟落潭高校园区开始进入大规模建设期，仲恺农业工程学院、广东机电职业技术学院、广州科技职业技术大学、广东青年职业学院和广东工贸职业技术学院作为首批高校进驻钟落潭高校园区。其后，又有十多所院校相继进入，在该园区自发选址和建设新校区。

## 入驻学校
- 仲恺农业工程学院（白云校区）
- 广东机电职业技术学院（北校区）
- 广州科技职业技术大学（广州校区）
- 广东行政职业学院（白云校区）
- 广东工贸职业技术学院（白云校区）
- 广东白云学院（北校区）
- 广东机电职业技术学院（北校区）
- 广州华南商贸职业学院
- 广东食品药品职业学院（钟落潭校区）
- 武警边防部队广州指挥学校
- 广州市启明学校（白云校区）

## 交通
- 地铁：广州地铁马沥站、新和站